# Pedro Santander y Peña
Pedro Florentino de Santander y de la Peña (Guayaquil, Provincia de Quito, Imperio español, 21 de junio de 1761 - Ibídem, 1 de marzo de 1834) fue un político nacido en el actual territorio de Ecuador que participó de las actividades libertarias del 9 de octubre de 1820.

## Biografía
Fue hijo del español, natural de Logroño, don Pedro de Santander y Martínez de Miranda quien vino a Guayaquil y ejerció la gubernatura de la Tenencia de la Isla de Santa Cruz de Puná, designado por el virrey de Nueva Granada Manuel de Guirior en el año de 1774 y de la señora Ana Isabel de la Peña con quien había casado en 1754. Producto de este matrimonio nacería don Pedro de Santander y de la Peña quien fue bautizado en la Iglesia matriz a los 13 días de haber nacido el 21 de junio de 1761. Ocupó varios cargos en su vida pública. Fue miembro de la Junta de Sanidad creada el 3 de octubre de 1820 y contribuyó voluntariamente con 40 pesos para financiar el funcionamiento del Hospital Militar y de los provisionales que se construyeron debido al gran número de soldados enfermos y heridos. Siendo Regidor Síndico vivió los hechos de la revolución de octubre del cual presto juramento y firmó el acta de Independencia. En 1828 fue miembro de la Sociedad económica de los amigos del país de Guayaquil.
Falleció en su natal ciudad, el 1 de marzo de 1834, a la edad de 73 años, el 1 de marzo de 1834, habiendo sido sepultado en la misma.

## Cargos ocupados
- Alcalde de Barrio.
- Regidor del Cabildo desde 1797 hasta 1801.
- Alcalde de la Santa Hermandad 1797.
- Mayordomo de Rentas en 1798.
- Interventor en 1806.
- Procurador síndico 1808.
- Regidor síndico 1820.
- Colector del Colegio de San Ignacio 1821-1822.
- Alcalde de Guayaquil en 1823.[7]
- Tesorero de Aduana 1824.